# Mineralne kiseline
Mineralne kiseline, poznate još i kao neorganske kiseline, su kiseline koje nastaju iz neorganskih jedinjenja. Rastvaranjem u vodi disosuju na vodonik kao katjon i konjugovanu bazu (kiselinski ostatak) kao anjon. Najpoznatije mineralne kiseline su kiseline sumpora, kiseline azota i hlorovodonična kiselina .

## Karakteristike
Mineralne kiseline su neorganska jedinjenja, povezana kovalentnim vezama. Ove kiseline uglavnom nemaju ugljenik u svom sastavu za razliku od organskih kiselina koje imaju. Ugljena kiselina je mineralna kiselina, iako sadrži ugljenik. Razlika nije u samom ugljeniku, već u ugljeničnim vezama. 
Neorganske kiseline su podeljene u dve široke kategorije:
- Kiseline bez kiseonika, nastale od vodonika i drugog jedinjenja.
- Kiseline sa kiseonikom. Vodonik je vezan za atom kiseonika koji se veže za ostatak molekula -O-H.

Mineralne kiseline mogu biti veoma jake superkiseline, kao što je na primer perhlorna kiselina, ali i veoma slabe kao što je borna kiselina. Dobro su rastvorne u vodi i nepolarnim rastvaračima, dok su veoma loše rastvorne u organskim rastvaračima. 
Zbog svojih korozivnih svojstava, na primer razblaženi rastvor hlorovodonične kiseline se koristi za uklanjanje naslaga nečistoća iz unutrašnjosti bojlera. Uz određene mere predostrožnosti kako bi se sprečila korozija od strane same kiseline. Ovaj postupak je poznat pod nazivom uklanjanje kamenca.

## Mineralne kiseline u hrani
Mineralne kiseline se mogu nalaziti u hrani u obliku soli: sulfata, fosfata, hlorida. Imaju veliki značaj u sprečavanju kvarenja hrane, jer smanjuju pH vrednost.

## Mineralne kiseline u industriji
Mineralne kiseline se koriste u mnogim sektorima hemijske industrije kao sirovina za sintezu drugih jedinjena. Velike količine ovih kiselina - posebno sumporne kiseline, azotne kiseline i hlorovodonične kiseline - proizvode se za komercijalnu upotrebu.

## Primeri mineralnih kiselina
- Hlorovodonična (hloridna) kiseline
- Fluorovodonična (fluoridna) kiselina
- Bromovodonična (bromidna) kiselina
- Sumporna (sulfatna) kiselina
- Sumporasta (sulfitna) kiselina
- Sumporovodonična (sulfidna ) kiselina
- Azotna (nitratna) kiselina
- Azotasta (nitritna) kiselina
- Fosforasta (fosfitna) kiselina
- Fosforna (fosfatna) kiselina
- Ugljena (karbonatna) kiselina

## Spoljašnje veze
- Mineral Acids: Reregistration Eligibility Decision Fact Sheet – U.S. Environmental Protection Agency